# 普拉维斯多米尼
普拉维斯多米尼（義大利語：Pravisdomini），是意大利波代诺内省的一个市镇。总面积16.14平方公里，人口3529人，人口密度218.6人/平方公里（2009年）。ISTAT代码为093035。